# Laura Bennett
Pour les articles homonymes, voir Bennett.
Laura Marie Bennett née Reback le 25 avril 1975 à West Palm Beach dans le Comté de Palm Beach aux États-Unis est une triathlète professionnelle double championne nationale de triathlon et double vainqueur sur Ironman 70.3.

## Biographie

### Jeunesse
Laura Reback est née le 25 avril 1975 à West Palm Beach, commence le triathlon à l'âge de 10 ans et la natation à l'âge de 12 ans. Elle fréquente le lycée Cardinal Newman, où elle pratique l'athlétisme et la natation. Elle est championne de Floride sur le mile et le deux miles pendant deux années consécutives. Elle étudie à l’Université méthodiste du Sud, où elle est membre de l'équipe de natation et obtient un diplôme en finance. En natation, elle est co-capitaine et participe à l'équipe de relais 400 m quatre nages, championne NCAA (National Collegiate Athletic Association) en 1997. Elle a obtenu une licence en finance en 1997.
En 1993, elle est membre de l'équipe nationale juniors de triathlon des États-Unis et est élue junior de l'année par le magazine USA Triathlon. En 1997, après la fin de ses études universitaires, elle prend la deuxième place des championnats du monde amateurs en catégorie 20-24 ans à Perth, en Australie.

### Carrière en triathlon
Laura Bennett remporte l'or à l'épreuve de coupe du monde à Des Moines en 2007 devant l'Australienne Annabel Luxford.
Elle est double championne des États-Unis en 2010 et en 2011. Elle est montée quatre fois sur le podium des championnats du monde de triathlon, médaille d'argent en 2003 et médailles de bronze en 2004, 2005 et 2007. Elle se classe 4e de l'épreuve de triathlon aux Jeux olympiques d'été de 2008 et termine 17e des Jeux olympiques d'été de 2012.
En longue distance, Laura remporte l'Ironman 70.3 de Augusta en 2009 et dans la même série, l'épreuve de Raleigh en 2013.

### Vie privée
Laura est mariée au triathlète australien Greg Bennett depuis novembre 2004 et les deux vivent à Boulder, dans le Colorado, ils ont ensemble une fille prénommée Sydney (née en 2018) et un garçon prénommé Archer (né en 2000). La mère de Laura travaillait dans l'immobilier. Son père Paul, et ses frères aînés, David et John, ont également participé à des triathlons.
Elle est élue triathlète américaine de l'année par le magazine USA Triathlon en 2006, 2007, 2008 et 2010. Elle est intronisée au Temple de la renommée de l'USA Triathlon en 2022.

## Palmarès
Le tableau présente les résultats les plus significatifs (podium) obtenus sur le circuit international de triathlon depuis 1998,.
| Année | Compétition                                              | Pays             | Position           | Temps           |
| ----- | -------------------------------------------------------- | ---------------- | ------------------ | --------------- |
| 2016  | Ironman 70.3 New Orleans                                 | États-Unis       | Médaille de bronze | 4 h 29 min 51 s |
| 2014  | Ironman Boulder                                          | États-Unis       | Médaille d'argent  | 9 h 43 min 59 s |
| 2013  | Ironman 70.3 Raleigh                                     | États-Unis       | Médaille d'or      | 4 h 17 min 18 s |
| 2013  | Coupe panaméricaine - l'étape de Dallas                  | États-Unis       | Médaille d'or      | 2 h 10 min 22 s |
| 2013  | Ironman 70.3 Buffalo Springs Lake                        | États-Unis       | Médaille d'argent  | 4 h 21 min 38 s |
| 2013  | Ironman 70.3 Eagleman                                    | États-Unis       | Médaille d'argent  | 4 h 17 min 21 s |
| 2011  | Championnat des États-Unis                               | États-Unis       | Médaille d'or      | 1 h 59 min 37 s |
| 2011  | Coupe panaméricaine - l'étape de Buffalo                 | États-Unis       | Médaille d'or      | 1 h 59 min 37 s |
| 2010  | Championnat des États-Unis                               | États-Unis       | Médaille d'or      | 2 h 4 min 13 s  |
| 2009  | Ironman 70.3 Augusta                                     | États-Unis       | Médaille d'or      | 4 h 18 min 36 s |
| 2007  | Championnat du monde                                     | Allemagne        | Médaille de bronze | 1 h 54 min 37 s |
| 2007  | Coupe du monde - l'étape de Des Moines                   | États-Unis       | Médaille d'or      | 2 h 4 min 32 s  |
| 2007  | Coupe du monde - l'étape de Pékin                        | Chine            | Médaille de bronze | 2 h 2 min 6 s   |
| 2006  | Coupe du monde - l'étape de Doha                         | Qatar            | Médaille de bronze | 2 h 1 min 5 s   |
| 2006  | Coupe du monde - l'étape d'Aqaba                         | Jordanie         | Médaille de bronze | 2 h 1 min 1 s   |
| 2006  | Coupe du monde - l'étape de Hambourg                     | Allemagne        | Médaille de bronze | 1 h 54 min 36 s |
| 2006  | Coupe du monde - l'étape de New Plymouth                 | Nouvelle-Zélande | Médaille de bronze | 2 h 3 min 27 s  |
| 2005  | Championnat du monde                                     | Japon            | Médaille de bronze | 1 h 59 min 55 s |
| 2004  | Championnat du monde                                     | Portugal         | Médaille de bronze | 1 h 53 min 0 s  |
| 2003  | Championnat du monde                                     | Nouvelle-Zélande | Médaille d'argent  | 2 h 8 min 3 s   |
| 2003  | Coupe du monde - l'étape de St. Anthony - St. Petersburg | États-Unis       | Médaille d'or      | 1 h 54 min 29 s |
| 2003  | Coupe du monde - l'étape de Tongyeong                    | Corée du Sud     | Médaille d'or      | 1 h 58 min 7 s  |
| 2003  | Coupe du monde - l'étape de Gamagori                     | Japon            | Médaille d'argent  | 1 h 58 min 42 s |
| 2003  | Coupe du monde - l'étape d'Edmonton                      | Canada           | Médaille de bronze | 1 h 59 min 7 s  |
| 2003  | Coupe panaméricaine - l'étape de San Francisco           | États-Unis       | Médaille d'or      | 2 h 4 min 27 s  |
| 2002  | Coupe panaméricaine - l'étape de Boston                  | États-Unis       | Médaille d'or      | 1 h 52 min 32 s |
| 2001  | Coupe du monde - l'étape de Gamagori                     | Japon            | Médaille d'or      | 1 h 57 min 12 s |
| 2001  | Coupe panaméricaine - l'étape de Victoria                | Canada           | Médaille d'or      | 2 h 3 min 58 s  |
| 1999  | Coupe panaméricaine - l'étape de Los Cabos               | Mexique          | Médaille d'or      | 2 h 2 min 11 s  |
| 1998  | Coupe du monde - l'étape de Noosa                        | Australie        | Médaille d'argent  | 2 h 0 min 35 s  |